# 小行星7986
小行星7986（英語：7986 Romania）是一颗围绕太阳公转的小行星。1981年3月1日，舒爾特·巴斯在赛丁泉山发现了此天体。
这颗小行星的绝对星等为18.81949等。